# 구 강경침례교회 최초예배지
구 강경침례교회 최초예배지는 대한민국 충청남도 논산시 강경읍에 있는 문화재이다. 2009년 11월 5일 논산시의 향토문화유산 제38호로 지정되었다.

## 개요
강경침례교회의 역사는 1896년 아울링 선교사 일행이 한국 최초의 침례교회 성도인 지병석 씨 댁에서 첫 예배를 드리고 선교를 시작하였는데 그 예배처소가 강경읍 북옥리에 위치하고 있다.